# László Dajka
László Dajka (ur. 29 kwietnia 1959 w Nyíregyházie) - trener, piłkarz węgierski grający na pozycji pomocnika.

## Kariera klubowa
Karierę piłkarską Dajka rozpoczął w klubie Budapest Honvéd FC. W 1978 roku awansował do kadry pierwszej drużyny i zadebiutował w niej w pierwszej lidze węgierskiej. W 1980 roku osiągnął swój pierwszy sukces w karierze, gdy wywalczył z Honvédem mistrzostwo Węgier. W 1984 roku ponownie został mistrzem kraju, a w 1985 roku wywalczył dublet (mistrzostwo i Puchar Węgier). Po kolejne tytuły mistrza kraju sięgnął w latach 1986 i 1988.
Latem 1988 roku Dajka wyjechał do Hiszpanii i został zawodnikiem tamtejszego UD Las Palmas. 17 października zadebiutował w Primera División w wygranym 2:1 domowym meczu z Realem Saragossa. W 1989 roku spadł z Las Palmas do Segunda División i grał tam do 1990 roku. Wtedy też odszedł do szwajcarskiego Yverdon-Sport FC. W 1992 roku zakończył karierę piłkarską.

## Kariera reprezentacyjna
W reprezentacji Węgier Dajka zadebiutował 24 września 1980 roku w zremisowanym 2:2 towarzyskim spotkaniu z Hiszpanią. W 1986 roku został powołany przez selekcjonera Györgya Mezeyego do kadry na Mistrzostwa Świata w Meksyku. Na tym turnieju wystąpił w 3 meczach: ze Związkiem Radzieckim (0:6 i samobójczy gol w 74. minucie), z Kanadą (2:0) i z Francją (0:3). Od 1980 do 1988 roku rozegrał w kadrze narodowej 24 mecze.

## Kariera trenerska
Po zakończeniu kariery piłkarskiej Dajka został trenerem. Prowadził takie kluby jak: Kecskeméti TE, Budapesti Vasutas, Haladás Szombathely, BKV Előre SC, Békéscsaba 1912 Előre SE, Debreceni VSC, Matáv-Sopron, Zalaegerszegi TE, FC Dabas, FC Tatabánya, Soroksár SC, Budafoki MTE, Nyíregyháza Spartacus FC i Kisvárda FC.